# Venturiales
Die Venturiales sind eine Ordnung der Schlauchpilze, die teilweise parasitisch auf Pflanzen leben und manche wirtschaftlich bedeutende Krankheiten wie Schorf (z. B. Apfelschorf) auslösen.

## Merkmale

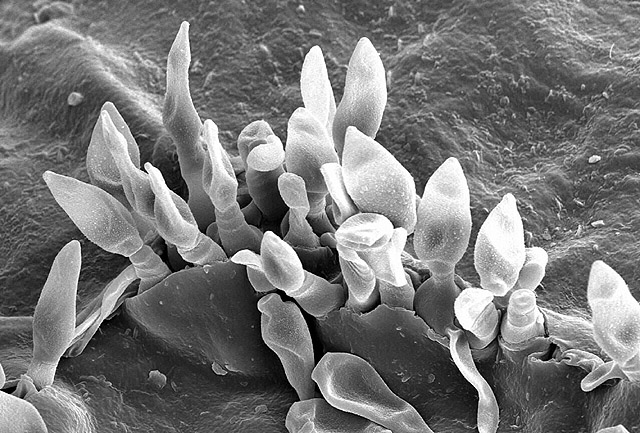
Sporen von Apfelschorf (Venturia inaequalis) im Elektronenmikroskop

Venturiales bilden einzelne oder Gruppen bildende Fruchtkörper, die im Substrat eingesenkt, hervorbrechend oder oberflächlich am Substrat sind. Sie können auch kammerig innerhalb eines Stromas oder unter einem geschwärzten Schild ausgebildet sein. Sie sind kugelig, halbkugelig, kuppelförmig oder auch flach-kegelförmig. Sie besitzen meist Seten (Borsten) an kleinen Warzen, die den gesamten Fruchtkörper bedecken können, wenn dieser oberflächlich ausgebildet ist. Sie besitzen eine kleine Pore, die Ostiole (ostiolat). Manchmal sitzen die Fruchtkörper auch auf einem Subiculum, einem basalen Hyphengeflecht. Das Hamathecium (das Gewebe zwischen den Schläuchen) besteht aus eng gedrängten Pseudoparaphysen, das selten ausdauernd ist und dahinschwindet. Die Schläuche sind achtsporig, bitunikat (zweiwandig), fissitunikat (das heißt, der Schlauch ist teleskopartig ausgebildet) oder breit keulenförmig und meist ohne Stiel. Die Sporen sind durchscheinend, leicht grünlich olivfarben bis braun. Sie sind einfach septiert und symmetrisch, unsymmetrisch oder apiosporös, d. h. eine Zelle ist kleiner als die andere.
Die Nebenfruchtform hat als Myzel verzweigte, blass- bis mittelbraune, glatte Hyphen. Die Konidienträger sind einzeln oder in lockeren bis dichten Büscheln, die aus den Hyphen hervorwachsen. Sie können aber auch in Sporodochien gebildet werden, die auf kleinen bis mittelgroßen Stromas erscheinen. Die Konidienträger können zu konidiogenen Zellen reduziert sein oder aus mehreren Zellen bestehen, die aufgerichtet sind, zylindrisch bis birnen- oder keulenförmig oder knieförmig gewunden sind. Sie sind unverzweigt, selten auch verzweigt, blass olivengrün bis dunkelbraun, wobei die Spitzen manchmal blasser sein können. Sie sind glatt bis warzig. Die konidiogenen Zellen sind endständig oder auch dazwischen im Gewebe. Sie sind mono- bis polyblastisch, es werden entweder jeweils nur eine (monoblastisch) oder viele (polyblastisch) Konidien abgeschnürt. Die Konidien sind einzeln oder in Ketten angeordnet, die auch verzweigt sein können. Sie sind zylindrisch, flaschen- bis spindelförmig, gerade, nadelförmig, gewunden oder spiralig. Sie sind septiert oder unseptiert, mehr oder weniger hyalin, blass bis dunkelbraun, meist aber olivfraben. Sie können glatt bis warzig sein.

## Lebensweise
Die bekannten Arten der Venturiales leben saprob, Endophytisch oder parasitisch auf Blättern oder Sprossachsen von zweikeimblättrigen, selten auch einkeimblättrigen Pflanzen. Vertreter der Schorfverwandten (Venturiaceae) leben parasitisch, Vertreter der Sympoventuriaceae sind hingegen saprob. Manche Arten leben auch auf Tieren oder Menschen. Arten der Gattung Verruconis sind sie auch thermotroph. Sie sind weltweit verbreitet. Besonders die Gattung Venturia beinhaltet wirtschaftlich wichtige Arten, die Schaden im Obstbau erzeugen, wie Apfelschorf oder Birnenschorf.

## Systematik und Taxonomie
2011 wurde dann die Ordnung von Ying Zhang, Conrad L. Schoch und Kevin David Hyde beschrieben, basierend auf morphologischen und ökologischen Eigenschaften und genetischen Untersuchungen. Sie beinhaltete vorerst die beiden Familien Venturiaceae und Sympoventuriaceae. 2020 wurde eine dritte Familie, die Cylindrosympodiaceae erstbeschrieben.
Haridas und Kollegen (2020) stellten durch phylogenetischen Studien .fest, dass die Ordnung, die vorher von unsicherer Stellung innerhalb der Dothideomyceten standen, in die Unterklasse Pleosporomycetidae gehören.
Zurzeit (Stand Februar 2022) zählen folgende drei Familien zur Ordnung:
- Cylindrosympodiaceae
  - Pseudoanungitea
  - Cylindrosympodium
  - Sympodiella
  - Tothia

- Sympoventuriaceae
  - Bellamyces: 2020 neu beschrieben
  - Echinocatena
  - Fuscohilum: 2020 neu beschrieben
  - Troposporella 
  - Neocoleroa
  - Neofusicladium: 2020 neu beschrieben
  - Parafusicladium: 2020 neu beschrieben
  - Pinaceicola: 2020 neu beschrieben
  - Pseudosigmoidea
  - Sterila: 2020 neu beschrieben
  - Scolecobasidium
  - Sympoventuria
  - Veronaeopsis
  - Verruconis

- Schorfverwandte (Venturiaceae)
  - Acantharia noch unsicher
  - Apiosporina mit zB. Apiosporina morbosa
  - Coleroa
  - Cylindrosympodioides
  - Fagicola 2020 neu beschrieben
  - Fraxinicola 2020 neu beschrieben
  - Gibbera
  - Helicoon
  - Metacoleroa
  - Pseudoparodiella
  - Tyrannosorus
  - Venturia

Die Gattungen Atopospora, Caproventuria, Dimeriella, Dimerosporiopsis, Magnohelicospora, Neocoleroa, Protoventuria, Pseudoanungitea und Sympodiella werden von Shen und Kollegen (2020) nicht mehr zu den Venturiaceae gezählt.
Die asexuelle frühere Gattung Fusicladium ist auf mehrere Gattungen aufgeteilt, die meisten Arten sind Nebenfruchtformen von Venturia.